# ليزلي إبستاين
ليزلي إبستاين (بالإنجليزية: Leslie Epstein) (4 مايو 1938، لوس أنجلوس في الولايات المتحدة)؛ روائي أمريكي.